# Mu’az al-Chatib
Mu’az al-Chatib, ar. أحمد معاذ الخطيب (ur. 1960 w Damaszku) – syryjski działacz polityczny i imam. Od 11 listopada 2012 do 24 marca 2013 przewodniczący Syryjskiej Koalicji Narodowej na rzecz Opozycji i Sił Rewolucyjnych, skupiającej siły opozycyjne wobec władzy prezydenta Baszara al-Asada w czasie trwającej od 2011 roku wojny domowej.

## Życiorys
Mu’az al-Chatib urodził się w 1960 w Damaszku w znanej sunnickiej rodzinie. Jego ojciec, Szajch Muhammad Abu al-Faradż al-Chatib, był prominentnym uczonym islamskim i kaznodzieją. Dzięki pozycji ojca kształcił się w młodości w renomowanych szkołach islamskich. Ukończył również studia z zakresu geofizyki, po czym przez 6 lat pracował jako geolog w firmie naftowej  al-Furat Petroleum Company.
Podążając drogą ojca, zdobywał równocześnie w latach 80. coraz większe uznanie jako islamista. Na początku lat 90. został imamem w Meczecie Umajjadów. Nauczał prawa islamskiego w instytucie Sheikh Badr al-Din al-Husni Institute w Damaszku oraz instytucie Tahzib Institute for Sharia Sciences, a także w kilku krajach zagranicą, w tym w Bośni i Hercegowinie, Holandii, Nigerii, Turcji, Wielkiej Brytanii oraz Stanach Zjednoczonych. Został założycielem Towarzystwa Cywilizacji Islamskiej oraz członkiem Syryjskiej Organizacji Geologicznej i Syryjskiej Organizacji Nauk Psychologicznych.
Pod koniec prezydentury Hafiza al-Asada, z powodu krytyki władz, został jednakże objęty zakazem nauczania w kraju, rozpoczynając działalność w ukryciu, którą kontynuował również w okresie rządów jego syna, Baszara al-Asada. W 2005 przystąpił do Deklaracji z Damaszku, jednoczącej partie, organizacje i działaczy na rzecz demokratycznych reform i przestrzegania praw człowieka w Syrii. Założył stronę internetową "Darbuna.com", mającą pełnić funkcję forum wymiany myśli religijnej.
Po wybuchu rewolucji przeciwko władzy prezydenta Baszara al-Asada w marcu 2011, zaangażował się w działalność na rzecz powstańców. W kwietniu 2011 wygłosił kazanie w Dumie, oddające hołd zabitym przez służby bezpieczeństwa w czasie antyrządowych demonstracji. Za udzielanie poparcia był czterokrotnie aresztowany, ostatnim razem w kwietniu 2012.
W lipcu 2012, w obawie o własne zdrowie i życie, opuścił Syrię i udał się do Kairu. 11 listopada 2012 w czasie konferencji w Dosze został wybrany przewodniczącym Syryjskiej Koalicji Narodowej na rzecz Opozycji i Sił Rewolucyjnych, koalicji syryjskich ugrupowań opozycyjnych w stosunku do reżimu prezydenta al-Asada, powołanej do pełnienia roli prawomocnego przedstawicielstwa walczącego narodu syryjskiego. Al-Chatib nie należał do żadnego z ugrupowań politycznych oraz był uważany za działacza o umiarkowanych poglądach. Tuż po wyborze opowiedział się za pluralizmem politycznym oraz jednością narodu, sprzeciwiając się dzieleniu syryjskiego społeczeństwa i wykorzystywania w tym celu różnic wyznaniowych.
24 marca 2013 poinformował na swoim profilu na Facebooku o rezygnacji ze stanowiska przewodniczącego Syryjskiej Koalicji Narodowej na rzecz Opozycji i Sił Rewolucyjnych. Przewodniczył jednak syryjskiej delegacji na szczycie Ligi Państw Arabskich w Dosze 26 marca 2013. Był to pierwszy szczyt LPA, na którym Syrię reprezentowała Syryjska Koalicja Narodowa na rzecz Opozycji i Sił Rewolucyjnych, po wykluczeniu Damaszku z organizacji w listopadzie 2011. 22 kwietnia 2013 na stanowisku przewodniczącego zastąpił go Dżurdż Sabra.